# Eutrepsia cephisaria
Eutrepsia cephisaria là một loài bướm đêm trong họ Geometridae.